# 板屋義夫
板屋 義夫（いたや よしお） は、日本の通信工学者。元NTT先端技術総合研究所所長。元電子情報通信学会エレクトロニクスソサイエティ会長。

## 人物・経歴
1972年東京工業大学電子工学科入学。末松安晴研究室出身。1981年東京工業大学大学院博士課程修了、工学博士。同年日本電信電話公社に入社し、ドイツ連邦共和国・ハインリヒ・ヘルツ研究所で在外研究に従事。
半導体レーザの研究開発を行い、非対称構造分布帰還型レーザを世界で初めて実現し、光海底ケーブルや、光波長多重通信への利用がなされるなどした。
2007年日本電信電話先端技術総合研究所所長、IEEEフェロー。2009年NTTエレクトロニクス取締役、応用物理学会フェロー。2010年電子情報通信学会エレクトロニクスソサイエティ会長。